# Harduaganj
Harduaganj é uma cidade e uma nagar panchayat no distrito de Aligarh, no estado indiano de Uttar Pradesh.

## Geografia
Harduaganj está localizada a 27° 57′ N, 78° 10′ L. Tem uma altitude média de 177 metros (580 pés).

## Demografia
Segundo o censo de 2001, Harduaganj tinha uma população de 11,564 habitantes. Os indivíduos do sexo masculino constituem 53% da população e os do sexo feminino 47%. Harduaganj tem uma taxa de literacia de 49%, inferior à média nacional de 59.5%: a literacia no sexo masculino é de 55% e no sexo feminino é de 42%. Em Harduaganj, 15% da população está abaixo dos 6 anos de idade.